# Уолтер Ллойд
Уолтер Ллойд (англ. Walter Lloyd) — персонаж американского телесериала «Остаться в живых». Уолт — один из выживших, летевших в средней части самолёта рейса Oceanic 815 и сын Майкла Доусона. Хозяин пса Винсента. Его называли «особенным» несколько разных человек, и, кажется, он на самом деле обладает некими сверхъестественными способностями. Уолт был похищен Другими и был вновь возвращён отцу в обмен на Бена, который находился в плену у выживших: Джека, Кейт и Сойера, которые, наоборот, попали в плен. После возвращения с Острова, Уолт больше не хочет видеть своего отца и разговаривать с ним и теперь живёт со своей бабушкой. Он ещё не знает, что Майкл мёртв. На острове Уолт подружился с Локком.

## Биография

### Вне острова
Уолт родился 24 августа 1994 года, его родители: Сьюзан Ллойд и Майкл Доусон. Сьюзан, тогда студентка, отказалась выйти замуж за Майкла, который в то время работал строителем. Когда Уолту было около 2 лет, Сьюзан получила предложение от компании «Plum International» и переехала вместе с сыном в Амстердам. Поначалу Майкл не хотел отдавать сына, но вскоре согласился. Позже Майкл узнал, что Сьюзан вышла замуж, а через некоторое время его сбивает машина. Сью оплачивает его лечение, но они снова ссорятся из-за Уолта. Через некоторое время Сьюзан умирает от рака и Брайан, муж Сью, просит забрать Уолта. Их встреча проходит не очень хорошо, но всё же Уолт уезжает с отцом. Чтобы понравиться сыну, Майкл разрешает взять его пса — Винсента. («Особенный», 14-я серия 1-го сезона)
Перед полетом Майкл и Уолт жили в гостинице. Уолт в три часа ночи включил телевизор, на что Майкл сказал сделать звук тише, но Уолт назло Майклу сделал громче. Майкл выключил телевизор. Уолт вышел из номера с Винсентом, Майкл пошёл за ним и насильно завёл его в номер. («Исход. Часть 1», 23-я серия 1-го сезона)
В аэропорту Уолт не слушался Майкла и играл в Gameboy. Майкл пошёл к телефону и позвонил своей матери, начал спрашивать её, что ему делать с Уолтом, когда он его не слушается, и предложил отдать ей сына, она ему ничего не ответила и положила трубку. Майкл обернулся, а там стоит Уолт и говорит, что нужны батарейки. («Исход. Часть 2», 24-я серия 1-го сезона)

### На Острове

#### Сезон 1
Сразу после авиакатастрофы Майкл искал Уолта. («Пилот. Часть 1», 1-я серия 1-го сезона) Уолт часто ходил в джунгли искать Винсента, который пропал после крушения, за это Майкл всё время ругал его, потому что беспокоился о нём. Также Майклу не нравилось, что Уолт общался с Локком, который учил его обращаться с ножом и утверждал, что он «особенный». Через некоторое время Майклу пришла идея как выбраться с Острова : построить плот. Первый плот, который построил Майкл, сжег Уолт, поскольку боялся плыть. («Трудности перевода», 17-я серия 1-го сезона) Потом он признался об этом Майклу, тот его предупредил, что если он не хочет плыть они не поплывут, но Уолт извинился перед отцом и сказал, что поплывёт с ними. Они построили второй плот и поплыли, перед этим Саид дал им сигнальную ракету, но сказал, чтобы просто так не стреляли, потому что ракета была единственной. Ночью они заметили катер и пустили ракету, к ним подплыли какие то старики и сказали, что заберут Уолта, Сойер начал тянуться к пистолету, но бородатый выстрелил первый, и Сойер упал в воду, Джин прыгнул за ним, двое залезли на плот и Майкл начал с ними драться, но они столкнули его в воду, забрали Уолта и взорвали плот. («Исход. Часть 3», 25-я серия 1-го сезона)

#### Сезон 2
Уолт появляется как видение к Шеннон. («Человек науки, человек веры», 1-я серия 2-го сезона) Потом, на протяжении сезона Уолт не появляется, поскольку находится у Других. Однажды, когда Майкл вводил цифры в компьютер, на другой пришло несколько сообщений, когда Майклу был задан вопрос как его зовут, он назвал себя и на экране появилась надпись: «Папа?». Оказалось, что Майкл переписывался с Уолтом, Майкл попросил его дать координаты его нахождения, Уолт их написал и Майкл вырубив Локка и заперев Джека пошёл его искать. Другие заключили с Майклом сделку: он обманом приводит Джека, Кейт, Сойера и Хёрли к ним, а они отпускают Уолта и дают ему катер, чтобы он уплыл с Острова. Он выполняет все требования, попутно убивая Ану-Люсию и Либби, а Другие выполняют свою часть сделки. Майкл покидает Остров вместе с Уолтом. («Живём вместе, умираем в одиночестве», 23-я серия 2-го сезона)

#### Сезон 3
Когда Локк, лежа в яме, хотел застрелиться, явился Уолт и сказал, что его миссия ещё не выполнена. После этого Локк улыбнулся, а Уолт исчез. («В Зазеркалье», 22-я серия 3-го сезона)

### После Острова
Вернувшись в Нью-Йорк, Майкл рассказал Уолту, что когда освободил его из плена, убил Ану-Люсию и Либби, после этого Уолт не хочет его видеть. («Знакомьтесь — Кевин Джонсон», 8-я серия 4-го сезона) Уолт навещает Хёрли в психиатрической больнице. Он его спрашивает, почему они лгут, на что Хёрли ему отвечает: «Чтобы спасти остальных», Уолт спрашивает: «И отца?», Хёрли с грустью отвечает: «И отца». («Долгожданное возвращение. Часть 1», 12-я серия 4-го сезона) К Уолту приходит Локк (который выбрался с Острова). Они разговаривают и Уолт говорит, что он уже три года ничего не слышал о своем отце. Локк, не рассказывая, что Майкл погиб на корабле улыбается и говорит, что все хорошо. («Жизнь и смерть Джереми Бентама», 7-я серия 5-го сезона) Позднее Уолт, под именем Кид Джонсон, попадает в психиатрическую лечебницу «Санта Роса», откуда его забирает Бен, чтобы вернуть на остров, где он смог бы помочь своему отцу, в машине их ждёт Хёрли. («Новый лидер»)